# Alpiner Skiweltcup 1997/98
Die Saison 1997/98 des von der FIS veranstalteten Alpinen Skiweltcups begann am 24. Oktober 1997 in Tignes und endete am 15. März 1998 anlässlich des Weltcup-Finales in Crans-Montana. Bei den Männern wurden 35 Rennen ausgetragen (11 Abfahrten, 5 Super-G, 9 Riesenslaloms, 9 Slaloms, 1 Parallelrennen). Bei den Frauen waren es 31 Rennen (6 Abfahrten, 6 Super-G, 8 Riesenslaloms, 9 Slaloms, 2 Parallelrennen). Dazu kamen je zwei Kombinationswertungen.
Höhepunkt der Saison waren die Olympischen Winterspiele 1998 in Nagano.

## Weltcupwertungen

### Gesamt
| Rang | Name                  | Punkte |
| ---- | --------------------- | ------ |
| 01.  | Hermann Maier         | 1685   |
| 02.  | Andreas Schifferer    | 1114   |
| 03.  | Stephan Eberharter    | 1030   |
| 04.  | Kjetil André Aamodt   | 0901   |
| 05.  | Hans Knauß            | 0888   |
| 06.  | Michael von Grünigen  | 0746   |
| 07.  | Josef Strobl          | 0697   |
| 08.  | Didier Cuche          | 0627   |
| 09.  | Christian Mayer       | 0590   |
| 10.  | Lasse Kjus            | 0578   |
| 11.  | Kristian Ghedina      | 0544   |
| 12.  | Thomas Stangassinger  | 0539   |
| 13.  | Thomas Sykora         | 0521   |
| 14.  | Alberto Tomba         | 0506   |
| 15.  | Werner Franz          | 0504   |
| 16.  | Nicolas Burtin        | 0485   |
| 17.  | Paul Accola           | 0471   |
| 18.  | Jean-Luc Crétier      | 0448   |
| 19.  | Hans Petter Buraas    | 0443   |
| 20.  | Hannes Trinkl         | 0372   |
| 21.  | Jure Košir            | 0369   |
| 22.  | Werner Perathoner     | 0359   |
| 23.  | Finn Christian Jagge  | 0353   |
| 24.  | Bruno Kernen          | 0348   |
| 25.  | Steve Locher          | 0338   |
| 26.  | Günther Mader         | 0332   |
| 27.  | Kiminobu Kimura       | 0321   |
| 28   | Fredrik Nyberg        | 0314   |
| 28   | Fritz Strobl          | 0314   |
| 30.  | Luca Cattaneo         | 0304   |
| 31.  | Peter Runggaldier     | 0300   |
| 32.  | Rainer Salzgeber      | 0298   |
| 33.  | Ole Kristian Furuseth | 0296   |
| 34.  | Joël Chenal           | 0290   |
| 35.  | Patrik Järbyn         | 0289   |
| 36.  | Thomas Grandi         | 0279   |
| 37.  | Urs Kälin             | 0277   |
| 38.  | Tom Stiansen          | 0238   |
| 39.  | Marco Büchel          | 0220   |
| 40.  | Heinz Schilchegger    | 0218   |
| 41.  | Siegfried Voglreiter  | 0205   |
| 42.  | Pierrick Bourgeat     | 0189   |
| 43.  | Andrej Miklavc        | 0184   |
| 43.  | Ed Podivinsky         | 0184   |
| 45.  | Roland Assinger       | 0175   |
| 45.  | Fabrizio Tescari      | 0175   |
| 47.  | Christian Greber      | 0170   |
| 48.  | Sébastien Amiez       | 0163   |

| Rang | Name                     | Punkte |
| ---- | ------------------------ | ------ |
| 49.  | Kristinn Björnsson       | 160    |
| 50.  | Alois Vogl               | 158    |
| 51.  | Franco Cavegn            | 151    |
| 52.  | Martin Hansson           | 150    |
| 53.  | Brian Stemmle            | 147    |
| 54.  | Ian Piccard              | 136    |
| 55.  | Patrick Holzer           | 134    |
| 56.  | Adrien Duvillard         | 131    |
| 57.  | Jürg Grünenfelder        | 130    |
| 57.  | Daron Rahlves            | 130    |
| 59.  | Alessandro Fattori       | 126    |
| 60.  | Markus Eberle            | 124    |
| 61.  | Didier Plaschy           | 119    |
| 62.  | Patrick Ortlieb          | 113    |
| 63.  | Luke Sauder              | 101    |
| 64.  | Mario Reiter             | 100    |
| 65.  | Erik Seletto             | 094    |
| 66.  | François Simond          | 089    |
| 67.  | Matthew Grosjean         | 088    |
| 68.  | William Besse            | 086    |
| 69.  | Stefan Krauß             | 084    |
| 70.  | Sergio Bergamelli        | 074    |
| 71.  | Matteo Nana              | 072    |
| 72.  | Tommy Moe                | 066    |
| 73.  | Christophe Saioni        | 065    |
| 74.  | Frédéric Marin-Cudraz    | 062    |
| 75.  | Markus Herrmann          | 058    |
| 76.  | Sébastien Fournier-Bidoz | 057    |
| 77.  | Harald C. Strand Nilsen  | 056    |
| 78.  | Yves Dimier              | 052    |
| 78.  | Arnold Rieder            | 052    |
| 80.  | Tobias Barnerssoi        | 051    |
| 81.  | Marco Casanova           | 047    |
| 82.  | Kilian Albrecht          | 046    |
| 82.  | Lasse Paulsen            | 046    |
| 84.  | Sami Uotila              | 044    |
| 85.  | Andreas Ertl             | 039    |
| 85.  | David Pretot             | 039    |
| 87.  | Richard Gravier          | 037    |
| 87.  | Bernhard Knauß           | 037    |
| 87.  | Kyle Rasmussen           | 037    |
| 90.  | Kévin Page               | 036    |
| 91.  | Matjaž Vrhovnik          | 032    |
| 92.  | AJ Kitt                  | 031    |
| 93.  | Xavier Gigandet          | 030    |
| 93.  | Jason Rosener            | 030    |
| 95.  | Bode Miller              | 027    |

| Rang | Name                          | Punkte |
| ---- | ----------------------------- | ------ |
| 096. | Gerhard Königsrainer          | 26     |
| 096. | Benjamin Raich                | 26     |
| 098. | Pietro Vitalini               | 24     |
| 099. | Vincent Millet                | 23     |
| 100. | Rene Mlekuž                   | 22     |
| 100. | Pierre Violon                 | 22     |
| 102. | Vincent Blanc                 | 21     |
| 103. | Christian Forrer              | 20     |
| 103. | Patrice Manuel                | 20     |
| 103. | Patrick Thaler                | 20     |
| 103. | Angelo Weiss                  | 20     |
| 107. | Chad Fleischer                | 19     |
| 108. | Andrzej Bachleda-Curuś junior | 18     |
| 109. | Ivan Bormolini                | 17     |
| 110. | Takuya Ishioka                | 15     |
| 110. | Kalle Palander                | 15     |
| 110. | Michael Tritscher             | 15     |
| 113. | Mitja Kunc                    | 14     |
| 113. | Alberto Senigagliesi          | 14     |
| 113. | Kenneth Sivertsen             | 14     |
| 116. | Jernej Koblar                 | 13     |
| 116. | Mitja Valenčič                | 13     |
| 118. | Lorenzo Galli                 | 12     |
| 119. | Tomas Bergamelli              | 11     |
| 119. | Michael Brunner               | 11     |
| 119. | Ambrosi Hoffmann              | 11     |
| 119. | Mika Marila                   | 11     |
| 119. | Johan Wallner                 | 11     |
| 124. | Matteo Belfrond               | 10     |
| 125. | Aleš Brezavšček               | 09     |
| 125. | Ulrich Perathoner             | 09     |
| 127. | Jesper Brugge                 | 07     |
| 127. | Gaëtan Llorach                | 07     |
| 127. | Patrick Wirth                 | 07     |
| 130. | Drago Grubelnik               | 06     |
| 130. | Christopher Puckett           | 06     |
| 130. | Hansueli Tschiemer            |        |
| 133. | Thomas Lödler                 | 05     |
| 133. | Jeff Piccard                  | 05     |
| 133. | Giorgio Rocca                 | 05     |
| 133. | Stefan Stankalla              | 05     |
| 137. | Gaku Hirasawa                 | 04     |
| 138. | Frédéric Covili               | 03     |
| 138. | Didier Défago                 | 03     |
| 138. | Audun Grønvold                | 03     |
| 138. | Simone Vicquery               | 03     |
| 142. | Peter Pen                     | 02     |

| Rang | Name                     | Punkte |
| ---- | ------------------------ | ------ |
| 01.  | Katja Seizinger          | 1655   |
| 02.  | Martina Ertl             | 1508   |
| 03.  | Hilde Gerg               | 1391   |
| 04.  | Deborah Compagnoni       | 0912   |
| 05.  | Alexandra Meissnitzer    | 0884   |
| 06.  | Ylva Nowén               | 0815   |
| 07.  | Renate Götschl           | 0787   |
| 08.  | Isolde Kostner           | 0695   |
| 09.  | Urška Hrovat             | 0592   |
| 10.  | Heidi Zurbriggen         | 0561   |
| 11.  | Kristina Koznick         | 0560   |
| 12.  | Stefanie Schuster        | 0500   |
| 13.  | Leila Piccard            | 0465   |
| 13.  | Mélanie Suchet           | 0465   |
| 15.  | Florence Masnada         | 0448   |
| 16.  | Sonja Nef                | 0443   |
| 17.  | Andrine Flemmen          | 0390   |
| 18.  | Karin Roten              | 0375   |
| 19.  | Špela Pretnar            | 0322   |
| 20.  | Sabine Egger             | 0317   |
| 21.  | Regina Häusl             | 0292   |
| 22.  | Bibiana Perez            | 0291   |
| 23.  | Katharina Gutensohn      | 0288   |
| 24.  | Ingeborg Helen Marken    | 0286   |
| 25.  | Trine Bakke              | 0281   |
| 26.  | Carole Montillet         | 0276   |
| 27.  | Anita Wachter            | 0274   |
| 28.  | Régine Cavagnoud         | 0272   |
| 29.  | Catherine Borghi         | 0258   |
| 30.  | Karen Putzer             | 0255   |
| 31.  | Sophie Lefranc-Duvillard | 0252   |
| 32.  | Zali Steggall            | 0244   |
| 33.  | Michaela Dorfmeister     | 0234   |
| 34.  | Brigitte Obermoser       | 0233   |
| 35.  | Anna Ottosson            | 0229   |
| 35.  | Pernilla Wiberg          | 0229   |
| 37.  | Morena Gallizio          | 0204   |
| 38.  | Alenka Dovžan            | 0197   |
| 39.  | Ingrid Salvenmoser       | 0184   |

| Rang | Name                     | Punkte |
| ---- | ------------------------ | ------ |
| 40.  | Lara Magoni              | 180    |
| 41.  | Laure Pequegnot          | 173    |
| 42.  | Martina Accola           | 171    |
| 43.  | Corinne Rey-Bellet       | 162    |
| 44.  | Ana Galindo Santolaria   | 158    |
| 45.  | Laetitia Dalloz          | 157    |
| 46.  | Picabo Street            | 156    |
| 47.  | Warwara Selenskaja       | 154    |
| 48.  | Špela Bračun             | 143    |
| 49.  | Claudia Riegler          | 136    |
| 50.  | Elisabetta Biavaschi     | 132    |
| 51.  | Martina Fortkord         | 131    |
| 52.  | Birgit Heeb              | 124    |
| 53.  | Mojca Suhadolc           | 121    |
| 54.  | Sylviane Berthod         | 116    |
| 54.  | Mélanie Turgeon          | 116    |
| 56.  | Miriam Vogt              | 113    |
| 57.  | Alessandra Merlin        | 112    |
| 58.  | Trude Gimle              | 106    |
| 59.  | Stefanie Wolf            | 102    |
| 60.  | Barbara Merlin           | 101    |
| 61.  | Monika Bergmann          | 095    |
| 62.  | Swetlana Gladyschewa     | 090    |
| 63.  | Nataša Bokal             | 084    |
| 64.  | Karin Köllerer           | 079    |
| 65.  | Sibylle Brauner          | 075    |
| 66.  | Tanja Schneider          | 065    |
| 67.  | Ainhoa Ibarra Astelarra  | 057    |
| 68.  | Kristine Kristiansen     | 053    |
| 69.  | Sonia Vierin             | 049    |
| 70.  | Kristina Andersson       | 047    |
| 70.  | Annemarie Gerg           | 047    |
| 72.  | Christiane Mitterwallner | 046    |
| 73.  | Ingrid Jacquemod         | 045    |
| 73.  | Tanja Poutiainen         | 045    |
| 75.  | Kirsten Clark            | 040    |
| 76.  | Sabina Panzanini         | 038    |
| 77.  | Petra Haltmayr           | 037    |
| 77.  | Katerina Tichy           | 037    |

| Rang | Name                       | Punkte |
| ---- | -------------------------- | ------ |
| 79.  | Elena Tagliabue            | 033    |
| 080. | Sandra Hälldahl            | 30     |
| 080. | Lilian Kummer              | 30     |
| 082. | Linda Ydeskog              | 28     |
| 083. | Patrizia Bassis            | 27     |
| 084. | Daniela Ceccarelli         | 25     |
| 084. | Patricia Chauvet           | 25     |
| 086. | Tasha Nelson               | 24     |
| 087. | Barbara Milani             | 23     |
| 087. | Kate Pace                  | 23     |
| 089. | Christel Pascal            | 21     |
| 090. | Kristina Duvillard         | 20     |
| 091. | Kazuko Ikeda               | 17     |
| 091. | Katrin Neuenschwander      | 17     |
| 091. | Edith Rozsa                | 17     |
| 094. | Fujiko Sekino              | 10     |
| 095. | Marlies Oester             | 09     |
| 095. | María José Rienda          | 09     |
| 097. | Merete Fjeldavlie          | 08     |
| 097. | Kathleen Monahan           | 08     |
| 097. | Isabelle Sourd             | 08     |
| 097. | Grete Strøm                | 08     |
| 101. | Marianne Bréchu            | 07     |
| 101. | Tiziana De Martin Tropanin | 07     |
| 101. | Sarah Schleper             | 07     |
| 104. | Mónica Bosch               | 05     |
| 104. | Erika Hansson              | 05     |
| 104. | Jonna Mendes               | 05     |
| 104. | Tonje Norheim              | 05     |
| 108. | Alexandra Shaffer          | 05     |
| 109. | Elena Bresciani            | 04     |
| 109. | Henna Raita                | 04     |
| 111. | Marianna Salchinger        | 03     |
| 112. | Elisabeth Brandner         | 02     |
| 112. | Caroline Lalive            | 02     |
| 112. | Sovrana Welf               | 02     |
| 115. | Jennifer Mickelson         | 01     |
| 115. | Tatum Skoglund             | 01     |
| 115. | Ingrid Stöckl              | 01     |

### Abfahrt
| Rang | Athlet              | Punkte |
| ---- | ------------------- | ------ |
| 1    | Andreas Schifferer  | 655    |
| 2    | Hermann Maier       | 479    |
| 3    | Nicolas Burtin      | 469    |
| 4    | Didier Cuche        | 424    |
| 5    | Jean-Luc Crétier    | 414    |
| 6    | Kristian Ghedina    | 412    |
| 7    | Stephan Eberharter  | 377    |
| 8    | Hannes Trinkl       | 321    |
| 9    | Josef Strobl        | 306    |
| 10   | Werner Franz        | 288    |
| 11   | Lasse Kjus          | 275    |
| 12   | Kjetil André Aamodt | 255    |
| 13   | Fritz Strobl        | 253    |
| 14   | Werner Perathoner   | 252    |
| 15   | Hans Knauß          | 242    |
| 16   | Roland Assinger     | 175    |
| 17   | Peter Runggaldier   | 169    |
| 18   | Bruno Kernen        | 165    |
| 19   | Christian Greber    | 154    |
| 20   | Brian Stemmle       | 147    |
| 21   | Franco Cavegn       | 121    |
| 21   | Adrien Duvillard    | 121    |
| 23   | Luca Cattaneo       | 120    |
| 24   | Jürg Grünenfelder   | 110    |
| 25   | Luke Sauder         | 101    |

| Rang | Athletin              | Punkte |
| ---- | --------------------- | ------ |
| 1    | Katja Seizinger       | 520    |
| 2    | Renate Götschl        | 392    |
| 3    | Isolde Kostner        | 292    |
| 4    | Mélanie Suchet        | 237    |
| 5    | Hilde Gerg            | 224    |
| 6    | Florence Masnada      | 216    |
| 7    | Heidi Zurbriggen      | 185    |
| 8    | Alexandra Meissnitzer | 168    |
| 9    | Régine Cavagnoud      | 167    |
| 10   | Brigitte Obermoser    | 150    |
| 11   | Carole Montillet      | 139    |
| 12   | Bibiana Perez         | 136    |
| 13   | Ingeborg Helen Marken | 135    |
| 14   | Katharina Gutensohn   | 130    |
| 15   | Stefanie Schuster     | 123    |
| 16   | Michaela Dorfmeister  | 112    |
| 17   | Picabo Street         | 102    |
| 18   | Alessandra Merlin     | 89     |
| 19   | Regina Häusl          | 81     |
| 20   | Laetitia Dalloz       | 74     |
| 21   | Martina Ertl          | 68     |
| 22   | Mélanie Turgeon       | 65     |
| 23   | Catherine Borghi      | 56     |
| 24   | Špela Bračun          | 53     |
| 25   | Warwara Selenskaja    | 43     |

### Super-G
| Rang | Athlet                   | Punkte |
| ---- | ------------------------ | ------ |
| 1    | Hermann Maier            | 400    |
| 2    | Hans Knauß               | 256    |
| 3    | Stephan Eberharter       | 220    |
| 4    | Patrik Järbyn            | 195    |
| 5    | Andreas Schifferer       | 185    |
| 6    | Didier Cuche             | 163    |
| 7    | Josef Strobl             | 150    |
| 8    | Luca Cattaneo            | 148    |
| 9    | Peter Runggaldier        | 131    |
| 10   | Paul Accola              | 114    |
| 10   | Kristian Ghedina         | 114    |
| 12   | Fredrik Nyberg           | 113    |
| 12   | Daron Rahlves            | 113    |
| 14   | Günther Mader            | 108    |
| 15   | Werner Perathoner        | 107    |
| 16   | Lasse Kjus               | 96     |
| 17   | Werner Franz             | 84     |
| 18   | Alessandro Fattori       | 81     |
| 19   | Steve Locher             | 79     |
| 20   | Rainer Salzgeber         | 69     |
| 21   | Kjetil André Aamodt      | 63     |
| 22   | Sébastien Fournier-Bidoz | 57     |
| 23   | Frédéric Marin-Cudraz    | 53     |
| 24   | Bruno Kernen             | 51     |
| 25   | Erik Seletto             | 43     |

| Rang | Athletin              | Punkte |
| ---- | --------------------- | ------ |
| 1    | Katja Seizinger       | 445    |
| 2    | Renate Götschl        | 305    |
| 3    | Isolde Kostner        | 266    |
| 4    | Martina Ertl          | 259    |
| 5    | Mélanie Suchet        | 228    |
| 6    | Regina Häusl          | 204    |
| 7    | Hilde Gerg            | 197    |
| 8    | Heidi Zurbriggen      | 196    |
| 9    | Katharina Gutensohn   | 152    |
| 10   | Karen Putzer          | 142    |
| 11   | Alexandra Meissnitzer | 140    |
| 12   | Corinne Rey-Bellet    | 127    |
| 13   | Warwara Selenskaja    | 111    |
| 14   | Bibiana Perez         | 110    |
| 15   | Stefanie Schuster     | 108    |
| 16   | Michaela Dorfmeister  | 102    |
| 16   | Carole Montillet      | 102    |
| 18   | Laetitia Dalloz       | 83     |
| 19   | Mojca Suhadolc        | 79     |
| 20   | Florence Masnada      | 73     |
| 21   | Régine Cavagnoud      | 67     |
| 22   | Špela Bračun          | 66     |
| 23   | Trude Gimle           | 59     |
| 24   | Picabo Street         | 54     |
| 25   | Brigitte Obermoser    | 53     |

### Riesenslalom
| Rang | Athlet               | Punkte |
| ---- | -------------------- | ------ |
| 1    | Hermann Maier        | 620    |
| 2    | Michael von Grünigen | 560    |
| 3    | Christian Mayer      | 429    |
| 4    | Stephan Eberharter   | 388    |
| 5    | Hans Knauß           | 375    |
| 6    | Urs Kälin            | 277    |
| 7    | Steve Locher         | 246    |
| 8    | Rainer Salzgeber     | 229    |
| 9    | Kjetil André Aamodt  | 226    |
| 10   | Marco Büchel         | 220    |
| 11   | Andreas Schifferer   | 216    |
| 12   | Paul Accola          | 214    |
| 13   | Alberto Tomba        | 171    |
| 14   | Heinz Schilchegger   | 162    |
| 15   | Thomas Grandi        | 161    |
| 16   | Josef Strobl         | 141    |
| 17   | Ian Piccard          | 136    |
| 18   | Patrick Holzer       | 134    |
| 19   | Joël Chenal          | 112    |
| 19   | Jure Košir           | 112    |
| 21   | Fredrik Nyberg       | 108    |
| 22   | Günther Mader        | 105    |
| 23   | Didier Plaschy       | 88     |
| 24   | Sergio Bergamelli    | 74     |
| 25   | Siegfried Voglreiter | 69     |

| Rang | Athletin                 | Punkte |
| ---- | ------------------------ | ------ |
| 1    | Martina Ertl             | 591    |
| 2    | Deborah Compagnoni       | 565    |
| 3    | Alexandra Meissnitzer    | 445    |
| 4    | Sonja Nef                | 359    |
| 5    | Andrine Flemmen          | 296    |
| 6    | Katja Seizinger          | 295    |
| 7    | Sophie Lefranc-Duvillard | 252    |
| 8    | Leila Piccard            | 224    |
| 9    | Hilde Gerg               | 209    |
| 9    | Anna Ottosson            | 209    |
| 11   | Stefanie Schuster        | 150    |
| 12   | Heidi Zurbriggen         | 149    |
| 13   | Ana Galindo Santolaria   | 144    |
| 14   | Karin Roten              | 140    |
| 15   | Anita Wachter            | 132    |
| 16   | Birgit Heeb              | 124    |
| 16   | Urška Hrovat             | 124    |
| 18   | Špela Pretnar            | 113    |
| 19   | Martina Fortkord         | 98     |
| 19   | Karen Putzer             | 98     |
| 21   | Isolde Kostner           | 79     |
| 22   | Ylva Nowén               | 71     |
| 23   | Catherine Borghi         | 70     |
| 24   | Alenka Dovžan            | 61     |
| 25   | Ainhoa Ibarra Astelarra  | 57     |

### Slalom
| Rang | Athlet                | Punkte |
| ---- | --------------------- | ------ |
| 1    | Thomas Sykora         | 521    |
| 2    | Thomas Stangassinger  | 517    |
| 3    | Hans Petter Buraas    | 420    |
| 4    | Finn Christian Jagge  | 345    |
| 5    | Kiminobu Kimura       | 316    |
| 6    | Ole Kristian Furuseth | 296    |
| 7    | Alberto Tomba         | 290    |
| 8    | Jure Košir            | 257    |
| 9    | Pierrick Bourgeat     | 189    |
| 10   | Tom Stiansen          | 185    |
| 11   | Andrej Miklavc        | 184    |
| 12   | Joël Chenal           | 178    |
| 13   | Kjetil André Aamodt   | 177    |
| 14   | Fabrizio Tescari      | 175    |
| 15   | Kristinn Björnsson    | 160    |
| 16   | Michael von Grünigen  | 157    |
| 17   | Martin Hansson        | 150    |
| 18   | Sébastien Amiez       | 144    |
| 19   | Alois Vogl            | 134    |
| 20   | Lasse Kjus            | 127    |
| 21   | Thomas Grandi         | 118    |
| 22   | Christian Mayer       | 109    |
| 23   | Mario Reiter          | 100    |
| 24   | François Simond       | 89     |
| 25   | Siegfried Voglreiter  | 86     |

| Rang | Athletin             | Punkte |
| ---- | -------------------- | ------ |
| 1    | Ylva Nowén           | 620    |
| 2    | Kristina Koznick     | 560    |
| 3    | Hilde Gerg           | 451    |
| 4    | Urška Hrovat         | 423    |
| 5    | Martina Ertl         | 320    |
| 6    | Deborah Compagnoni   | 304    |
| 7    | Trine Bakke          | 281    |
| 8    | Sabine Egger         | 257    |
| 9    | Zali Steggall        | 244    |
| 10   | Špela Pretnar        | 209    |
| 11   | Karin Roten          | 203    |
| 12   | Katja Seizinger      | 193    |
| 13   | Laure Pequegnot      | 173    |
| 14   | Martina Accola       | 171    |
| 15   | Lara Magoni          | 153    |
| 16   | Alenka Dovžan        | 136    |
| 16   | Claudia Riegler      | 136    |
| 18   | Elisabetta Biavaschi | 132    |
| 19   | Morena Gallizio      | 127    |
| 20   | Ingrid Salvenmoser   | 125    |
| 21   | Leila Piccard        | 101    |
| 22   | Monika Bergmann      | 95     |
| 23   | Andrine Flemmen      | 94     |
| 24   | Pernilla Wiberg      | 81     |
| 25   | Nataša Bokal         | 66     |

### Kombination
| Rang | Athlet              | Punkte |
| ---- | ------------------- | ------ |
| 1    | Werner Franz        | 120    |
| 2    | Kjetil André Aamodt | 100    |
| 2    | Hermann Maier       | 100    |
| 4    | Bruno Kernen        | 80     |
| 5    | Paul Accola         | 60     |
| 5    | Ed Podivinsky       | 60     |
| 7    | Matthew Grosjean    | 50     |
| 7    | Fritz Strobl        | 50     |
| 9    | Stephan Eberharter  | 45     |
| 9    | Fredrik Nyberg      | 45     |

| Rang | Athletin              | Punkte |
| ---- | --------------------- | ------ |
| 1    | Hilde Gerg            | 200    |
| 2    | Martina Ertl          | 140    |
| 2    | Katja Seizinger       | 140    |
| 4    | Morena Gallizio       | 77     |
| 5    | Florence Masnada      | 76     |
| 6    | Stefanie Schuster     | 61     |
| 7    | Ingeborg Helen Marken | 60     |
| 7    | Stefanie Wolf         | 60     |
| 9    | Catherine Borghi      | 58     |
| 10   | Miriam Vogt           | 55     |

## Podestplatzierungen Herren

### Abfahrt
| Datum             | Ort                          | 1. Platz           | 2. Platz           | 3. Platz                |
| ----------------- | ---------------------------- | ------------------ | ------------------ | ----------------------- |
| 4. Dezember 1997  | Beaver Creek (USA)           | Kristian Ghedina   | Jean-Luc Crétier   | Lasse Kjus              |
| 5. Dezember 1997  | Beaver Creek (USA)           | Andreas Schifferer | Hermann Maier      | Stephan Eberharter      |
| 29. Dezember 1997 | Bormio (ITA)                 | Hermann Maier      | Andreas Schifferer | Werner Franz            |
| 30. Dezember 1997 | Bormio (ITA)                 | Andreas Schifferer | Werner Franz       | Lasse Kjus              |
| 16. Januar 1998   | Wengen (SUI)                 | Hermann Maier      | Nicolas Burtin     | Andreas Schifferer      |
| 17. Januar 1998   | Wengen (SUI)                 | Andreas Schifferer | Jean-Luc Crétier   | Hermann Maier           |
| 23. Januar 1998   | Kitzbühel (AUT)              | Didier Cuche       | Nicolas Burtin     | Jean-Luc Crétier        |
| 24. Januar 1998   | Kitzbühel (AUT)              | Kristian Ghedina   | Didier Cuche       | Josef Strobl            |
| 31. Januar 1998   | Garmisch-Partenkirchen (GER) | Andreas Schifferer | Nicolas Burtin     | Hermann Maier           |
| 7. März 1998      | Kvitfjell (NOR)              | Nicolas Burtin     | Werner Perathoner  | Lasse Kjus Josef Strobl |
| 13. März 1998     | Crans-Montana (SUI)          | Josef Strobl       | Didier Cuche       | Fritz Strobl            |

### Super-G
| Datum            | Ort                          | 1. Platz      | 2. Platz           | 3. Platz           |
| ---------------- | ---------------------------- | ------------- | ------------------ | ------------------ |
| 6. Dezember 1997 | Beaver Creek (USA)           | Hermann Maier | Stephan Eberharter | Hans Knauß         |
| 10. Januar 1998  | Schladming (AUT)             | Hermann Maier | Stephan Eberharter | Luca Cattaneo      |
| 11. Januar 1998  | Schladming (AUT)             | Hermann Maier | Andreas Schifferer | Stephan Eberharter |
| 1. Februar 1998  | Garmisch-Partenkirchen (GER) | Hermann Maier | Hans Knauß         | Lasse Kjus         |
| 8. März 1998     | Kvitfjell (NOR)              | Hans Knauß    | Patrik Järbyn      | Didier Cuche       |

### Riesenslalom
| Datum             | Ort                        | 1. Platz             | 2. Platz             | 3. Platz             |
| ----------------- | -------------------------- | -------------------- | -------------------- | -------------------- |
| 26. Oktober 1997  | Tignes (FRA)               | Michael von Grünigen | Steve Locher         | Hermann Maier        |
| 20. November 1997 | Park City (USA)            | Hermann Maier        | Kjetil André Aamodt  | Thomas Grandi        |
| 14. Dezember 1997 | Val-d’Isère (FRA)          | Michael von Grünigen | Stephan Eberharter   | Hans Knauß           |
| 21. Dezember 1997 | Alta Badia (ITA)           | Christian Mayer      | Michael von Grünigen | Hermann Maier        |
| 3. Januar 1998    | Kranjska Gora (SLO)        | Christian Mayer      | Hermann Maier        | Michael von Grünigen |
| 6. Januar 1998    | Saalbach-Hinterglemm (AUT) | Hermann Maier        | Alberto Tomba        | Rainer Salzgeber     |
| 13. Januar 1998   | Adelboden (SUI)            | Hermann Maier        | Michael von Grünigen | Paul Accola          |
| 28. Februar 1998  | Yongpyong (KOR)            | Michael von Grünigen | Christian Mayer      | Hermann Maier        |
| 14. März 1998     | Crans-Montana (SUI)        | Stephan Eberharter   | Hans Knauß           | Hermann Maier        |

### Slalom
| Datum             | Ort                 | 1. Platz              | 2. Platz             | 3. Platz              |
| ----------------- | ------------------- | --------------------- | -------------------- | --------------------- |
| 22. November 1997 | Park City (USA)     | Thomas Stangassinger  | Kristinn Björnsson   | Finn Christian Jagge  |
| 15. Dezember 1997 | Sestriere (ITA)     | Finn Christian Jagge  | Thomas Sykora        | Hans Petter Buraas    |
| 4. Januar 1998    | Kranjska Gora (SLO) | Thomas Sykora         | Pierrick Bourgeat    | Thomas Stangassinger  |
| 8. Januar 1998    | Schladming (AUT)    | Alberto Tomba         | Thomas Sykora        | Hans Petter Buraas    |
| 18. Januar 1998   | Veysonnaz (SUI)     | Thomas Stangassinger  | Kristinn Björnsson   | Kiminobu Kimura       |
| 25. Januar 1998   | Kitzbühel (AUT)     | Thomas Stangassinger  | Thomas Sykora        | Ole Kristian Furuseth |
| 26. Januar 1998   | Kitzbühel (AUT)     | Thomas Sykora         | Hans Petter Buraas   | Thomas Stangassinger  |
| 1. März 1998      | Yongpyong (KOR)     | Ole Kristian Furuseth | Finn Christian Jagge | Tom Stiansen          |
| 15. März 1998     | Crans-Montana (SUI) | Alberto Tomba         | Hans Petter Buraas   | Finn Christian Jagge  |

### Parallelrennen
| Datum            | Ort          | 1. Platz     | 2. Platz            | 3. Platz      |
| ---------------- | ------------ | ------------ | ------------------- | ------------- |
| 24. Oktober 1997 | Tignes (FRA) | Josef Strobl | Kjetil André Aamodt | Hermann Maier |

### Kombination
| Datum          | Ort                      | 1. Platz            | 2. Platz     | 3. Platz      |
| -------------- | ------------------------ | ------------------- | ------------ | ------------- |
| 16./18.01.1998 | Wengen / Veysonnaz (SUI) | Hermann Maier       | Bruno Kernen | Paul Accola   |
| 24./25.01.1998 | Kitzbühel (AUT)          | Kjetil André Aamodt | Werner Franz | Ed Podivinsky |

## Podestplatzierungen Damen

### Abfahrt
| Datum             | Ort                     | 1. Platz        | 2. Platz            | 3. Platz              |
| ----------------- | ----------------------- | --------------- | ------------------- | --------------------- |
| 4. Dezember 1997  | Lake Louise (CAN)       | Katja Seizinger | Katharina Gutensohn | Renate Götschl        |
| 5. Dezember 1997  | Lake Louise (CAN)       | Katja Seizinger | Mélanie Suchet      | Isolde Kostner        |
| 17. Dezember 1997 | Val-d’Isère (FRA)       | Katja Seizinger | Hilde Gerg          | Ingeborg Helen Marken |
| 18. Januar 1998   | Zauchensee (AUT)        | Renate Götschl  | Katja Seizinger     | Alexandra Meissnitzer |
| 22. Januar 1998   | Cortina d’Ampezzo (ITA) | Isolde Kostner  | Renate Götschl      | Florence Masnada      |
| 31. Januar 1998   | Åre (SWE)               | Katja Seizinger | Renate Götschl      | Florence Masnada      |

### Super-G
| Datum             | Ort                     | 1. Platz        | 2. Platz         | 3. Platz            |
| ----------------- | ----------------------- | --------------- | ---------------- | ------------------- |
| 29. November 1997 | Mammoth Mountain (USA)  | Katja Seizinger | Isolde Kostner   | Katharina Gutensohn |
| 6. Dezember 1997  | Lake Louise (CAN)       | Katja Seizinger | Hilde Gerg       | Isolde Kostner      |
| 18. Dezember 1997 | Val-d’Isère (FRA)       | Katja Seizinger | Renate Götschl   | Hilde Gerg          |
| 18. Januar 1998   | Zauchensee (AUT)        | Martina Ertl    | Heidi Zurbriggen | Mélanie Suchet      |
| 23. Januar 1998   | Cortina d’Ampezzo (ITA) | Mélanie Suchet  | Regina Häusl     | Karen Putzer        |
| 24. Januar 1998   | Cortina d’Ampezzo (ITA) | Katja Seizinger | Renate Götschl   | Isolde Kostner      |

### Riesenslalom
| Datum             | Ort                     | 1. Platz              | 2. Platz              | 3. Platz                 |
| ----------------- | ----------------------- | --------------------- | --------------------- | ------------------------ |
| 25. Oktober 1997  | Tignes (FRA)            | Deborah Compagnoni    | Martina Ertl          | Martina Fortkord         |
| 21. November 1997 | Park City (USA)         | Deborah Compagnoni    | Alexandra Meissnitzer | Andrine Flemmen          |
| 19. Dezember 1997 | Val-d’Isère (FRA)       | Deborah Compagnoni    | Alexandra Meissnitzer | Leila Piccard            |
| 6. Januar 1998    | Bormio (ITA)            | Deborah Compagnoni    | Martina Ertl          | Alexandra Meissnitzer    |
| 10. Januar 1998   | Bormio (ITA)            | Martina Ertl          | Katja Seizinger       | Deborah Compagnoni       |
| 25. Januar 1998   | Cortina d’Ampezzo (ITA) | Martina Ertl          | Katja Seizinger       | Sophie Lefranc-Duvillard |
| 28. Januar 1998   | Åre (SWE)               | Martina Ertl          | Sonja Nef             | Anna Ottosson            |
| 15. März 1998     | Crans-Montana (SUI)     | Alexandra Meissnitzer | Martina Ertl          | Deborah Compagnoni       |

### Slalom
| Datum             | Ort                        | 1. Platz         | 2. Platz           | 3. Platz           |
| ----------------- | -------------------------- | ---------------- | ------------------ | ------------------ |
| 23. November 1997 | Park City (USA)            | Zali Steggall    | Ylva Nowén         | Claudia Riegler    |
| 20. Dezember 1997 | Val-d’Isère (FRA)          | Ylva Nowén       | Deborah Compagnoni | Urška Hrovat       |
| 27. Dezember 1997 | Lienz (AUT)                | Ylva Nowén       | Deborah Compagnoni | Urška Hrovat       |
| 28. Dezember 1997 | Lienz (AUT)                | Ylva Nowén       | Kristina Koznick   | Deborah Compagnoni |
| 5. Januar 1998    | Bormio (ITA)               | Ylva Nowén       | Hilde Gerg         | Špela Pretnar      |
| 11. Januar 1998   | Bormio (ITA)               | Hilde Gerg       | Kristina Koznick   | Špela Pretnar      |
| 29. Januar 1998   | Åre (SWE)                  | Kristina Koznick | Hilde Gerg         | Sabine Egger       |
| 1. März 1998      | Saalbach-Hinterglemm (AUT) | Martina Ertl     | Trine Bakke        | Kristina Koznick   |
| 14. März 1998     | Crans-Montana (SUI)        | Urška Hrovat     | Martina Ertl       | Hilde Gerg         |

### Parallelrennen
| Datum             | Ort                    | 1. Platz      | 2. Platz     | 3. Platz              |
| ----------------- | ---------------------- | ------------- | ------------ | --------------------- |
| 24. Oktober 1997  | Tignes (FRA)           | Leila Piccard | Ylva Nowén   | Alexandra Meissnitzer |
| 28. November 1997 | Mammoth Mountain (USA) | Hilde Gerg    | Martina Ertl | Alexandra Meissnitzer |

### Kombination
| Datum          | Ort               | 1. Platz   | 2. Platz        | 3. Platz        |
| -------------- | ----------------- | ---------- | --------------- | --------------- |
| 17./20.12.1997 | Val-d’Isère (FRA) | Hilde Gerg | Katja Seizinger | Martina Ertl    |
| 29./31.01.1998 | Åre (SWE)         | Hilde Gerg | Martina Ertl    | Katja Seizinger |

## Nationencup
| Rang | Land               | Punkte |
| ---- | ------------------ | ------ |
| 1    | Österreich         | 12823  |
| 2    | Deutschland        | 6077   |
| 3    | Italien            | 6001   |
| 4    | Schweiz            | 5610   |
| 5    | Frankreich         | 5024   |
| 6    | Norwegen           | 4069   |
| 7    | Slowenien          | 2857   |
| 8    | Schweden           | 2286   |
| 9    | Vereinigte Staaten | 1236   |
| 10   | Kanada             | 905    |
| 11   | Japan              | 357    |
| 12   | Liechtenstein      | 344    |
| 13   | Australien         | 244    |
| 13   | Russland           | 244    |
| 15   | Spanien            | 230    |
| 16   | Island             | 160    |
| 17   | Neuseeland         | 136    |
| 18   | Finnland           | 119    |
| 19   | Polen              | 20     |
| 20   | Kroatien           | 5      |

| Rang | Land               | Punkte |
| ---- | ------------------ | ------ |
| 1    | Österreich         | 9216   |
| 2    | Schweiz            | 3468   |
| 3    | Norwegen           | 2928   |
| 4    | Italien            | 2911   |
| 5    | Frankreich         | 2380   |
| 6    | Slowenien          | 1398   |
| 7    | Schweden           | 771    |
| 8    | Kanada             | 711    |
| 9    | Deutschland        | 472    |
| 10   | Vereinigte Staaten | 434    |
| 11   | Japan              | 340    |
| 12   | Liechtenstein      | 220    |
| 13   | Island             | 160    |
| 14   | Finnland           | 70     |
| 15   | Polen              | 18     |
| 16   | Kroatien           | 5      |

| Rang | Land               | Punkte |
| ---- | ------------------ | ------ |
| 1    | Deutschland        | 5605   |
| 2    | Österreich         | 3607   |
| 3    | Italien            | 3090   |
| 4    | Frankreich         | 2644   |
| 5    | Schweiz            | 2142   |
| 6    | Schweden           | 1515   |
| 7    | Slowenien          | 1459   |
| 8    | Norwegen           | 1141   |
| 9    | Vereinigte Staaten | 802    |
| 10   | Australien         | 244    |
| 10   | Russland           | 244    |
| 12   | Spanien            | 230    |
| 13   | Kanada             | 194    |
| 14   | Neuseeland         | 136    |
| 15   | Liechtenstein      | 124    |
| 16   | Finnland           | 49     |
| 17   | Japan              | 17     |

## Statistik der Podestplätze
Angegeben werden die Anzahl Podestplätze je Land und Disziplin sowie die Gesamtanzahl.

### Damen
| Land | Land | 1. | 2. | 3. | Total |
| ---- | ---- | -- | -- | -- | ----- |
| 01   | GER  | 17 | 16 | 05 | 38    |
| 02   | AUT  | 02 | 06 | 06 | 14    |
| 03   | ITA  | 05 | 03 | 07 | 15    |
| 04   | SWE  | 04 | 02 | 02 | 08    |
| 05   | FRA  | 02 | 01 | 05 | 08    |
| 06   | USA  | 01 | 02 | 01 | 04    |
| 07   | SLO  | 01 | 0– | 04 | 05    |
| 08   | SLO  | 01 | 0– | 0– | 01    |
| 09   | SUI  | 0– | 02 | 0– | 02    |
| 10   | NOR  | 0– | 01 | 02 | 03    |
| 11   | NZL  | 0– | 0– | 01 | 01    |

| Land | Land | 1. | 2. | 3. |
| ---- | ---- | -- | -- | -- |
| 1    | GER  | 4  | 3  | –  |
| 2    | AUT  | 1  | 2  | 2  |
| 3    | ITA  | 1  | –  | 1  |
| 4    | FRA  | –  | 1  | 2  |
| 5    | AUT  | –  | –  | 1  |

| Land | Land | 1. | 2. | 3. |
| ---- | ---- | -- | -- | -- |
| 1    | GER  | 5  | 2  | 2  |
| 2    | FRA  | 1  | –  | 1  |
| 3    | AUT  | –  | 2  | –  |
| 4    | ITA  | –  | 1  | 3  |
| 5    | SUI  | –  | 1  | –  |

| Land | Land | 1. | 2. | 3. |
| ---- | ---- | -- | -- | -- |
| 1    | ITA  | 4  | –  | 2  |
| 2    | GER  | 3  | 5  | –  |
| 3    | AUT  | 1  | 2  | 1  |
| 4    | SUI  | –  | 1  | –  |
| 5    | FRA  | –  | –  | 2  |
| 5    | SWE  | –  | –  | 2  |
| 7    | NOR  | –  | –  | 1  |

| Land | Land | 1. | 2. | 3. |
| ---- | ---- | -- | -- | -- |
| 1    | SWE  | 4  | 1  | –  |
| 2    | GER  | 2  | 3  | 1  |
| 3    | USA  | 1  | 2  | 1  |
| 4    | SLO  | 1  | –  | 4  |
| 5    | AUS  | 1  | –  | –  |
| 6    | ITA  | –  | 2  | 1  |
| 7    | NOR  | –  | 1  | –  |
| 8    | NZL  | –  | –  | 1  |
| 8    | AUT  | –  | –  | 1  |

| Land | Land | 1. | 2. | 3. |
| ---- | ---- | -- | -- | -- |
| 1    | GER  | 1  | 1  | –  |
| 2    | FRA  | 1  | –  | –  |
| 3    | SWE  | –  | 1  | –  |
| 4    | AUT  | –  | –  | 2  |

| Land | Land | 1. | 2. | 3. |
| ---- | ---- | -- | -- | -- |
| 1    | GER  | 2  | 2  | 2  |

### Herren
| Land | Land | 1. | 2. | 3. | Total |
| ---- | ---- | -- | -- | -- | ----- |
| 1    | AUT  | 25 | 15 | 19 | 59    |
| 2    | SUI  | 04 | 06 | 04 | 14    |
| 3    | ITA  | 04 | 02 | 01 | 07    |
| 4    | NOR  | 03 | 05 | 10 | 18    |
| 5    | FRA  | 01 | 06 | 01 | 08    |
| 6    | ISL  | 0– | 02 | 0– | 02    |
| 7    | SWE  | 0– | 01 | 0– | 01    |
| 8    | CAN  | 0– | 0– | 02 | 02    |
| 9    | JPN  | 0– | 0– | 01 | 01    |

| Land | Land | 1. | 2. | 3. |
| ---- | ---- | -- | -- | -- |
| 1    | AUT  | 7  | 3  | 8  |
| 2    | ITA  | 2  | 1  | –  |
| 3    | FRA  | 1  | 5  | 1  |
| 4    | SUI  | 1  | 2  | –  |
| 5    | NOR  | –  | –  | 3  |

| Land | Land | 1. | 2. | 3. |
| ---- | ---- | -- | -- | -- |
| 1    | AUT  | 5  | 4  | 2  |
| 2    | SWE  | –  | 1  | –  |
| 3    | ITA  | –  | –  | 1  |
| 3    | NOR  | –  | –  | 1  |
| 3    | SUI  | –  | –  | 1  |

| Land | Land | 1. | 2. | 3. |
| ---- | ---- | -- | -- | -- |
| 1    | AUT  | 6  | 4  | 6  |
| 2    | SUI  | 3  | 3  | 2  |
| 3    | ITA  | –  | 1  | –  |
| 3    | NOR  | –  | 1  | –  |
| 5    | CAN  | –  | –  | 1  |

| Land | Land | 1. | 2. | 3. |
| ---- | ---- | -- | -- | -- |
| 1    | AUT  | 5  | 3  | 2  |
| 2    | NOR  | 2  | 3  | 6  |
| 3    | ITA  | 2  | –  | –  |
| 4    | ISL  | –  | 2  | –  |
| 5    | FRA  | –  | 1  | –  |
| 6    | JPN  | –  | –  | 1  |

| Land | Land | 1. | 2. | 3. |
| ---- | ---- | -- | -- | -- |
| 1    | AUT  | 1  | –  | 1  |
| 2    | NOR  | –  | 1  | –  |

| Land | Land | 1. | 2. | 3. |
| ---- | ---- | -- | -- | -- |
| 1    | AUT  | 1  | 1  | –  |
| 2    | NOR  | 1  | –  | –  |
| 3    | SUI  | –  | 1  | 1  |
| 4    | CAN  | –  | –  | 1  |

## Saisonverlauf

### Premierensiege
Herren:
- Die große Karriere von Didier Cuche wurde mit dessen Erfolg am 23. Januar bei der ersten Abfahrt in Kitzbühel, welche eine „Sprintabfahrt“ war, gestartet.
- Nicolas Burtin konnte in der Abfahrt von Kvitfjell am 7. März seinen ersten und einzigen Weltcupsieg realisieren.
- Sieben Jahre nach seinen zwei Goldmedaillen bei den Alpinen Skiweltmeisterschaften 1991 in Saalbach 1991 kam der durch mehrere Verletzungen immer wieder zurückgeworfene Stephan Eberharter im finalen Riesenslalom von Crans-Montana (14. März) zu seinem ersten Weltcupsieg.

Damen:
- Für Leïla Piccard gab es beim Parallelslalom zum Saisonauftakt in Tignes (24. Oktober) den ersten und einzigen Sieg, wobei ihre Start-Nr. 31 verrät, dass sie bei weitem nicht zu den Topfavoritinnen gezählt hatte.
- Zali Steggall holte in dem unter „Weitere besondere Vorkommnisse“ erwähnten Slalom in Park City (23. November), dies zudem mit der in der Hierarchie der Spitzenfahrerinnen als sich in der „dritten Kategorie“ befindlichen Start-Nr. 23, ihren ersten und einzigen Sieg, wobei sie als Führende nach dem ersten Lauf die Nerven bewahrt hatte. Es war dies gleichzeitig für das Damenteam des australischen Skiverbandes „Ski & Snowboard Australia“ der erste und ebenfalls bislang (Januar 2019) einzige Weltcupsieg, nachdem die Herren zuvor zweimal erfolgreich gewesen waren (Malcolm Milne am 14. Dezember 1969 in der Abfahrt von Val-d’Isère und Steven Lee am 3. März 1985 beim Super-G in Furano).
- Ylva Nowén erlebte eine großartige Slalomsaison mit vier Siegen am Stück, beginnend mit ihrem Premierensieg am 20. Dezember in Val d’Isère (wo sie überdies von Rang 13 nach dem ersten Lauf noch zum obersten Podestplatz gefahren war); diese Leistung war der Grundstein für ihren Gesamterfolg in der Saison-Disziplinenwertung.
- Die ebenfalls unter „Weitere besondere Vorkommnisse“ genannte Mélanie Suchet holte ihren ersten (und einzigen) Sieg beim Super-G in Cortina d’Ampezzo (23. Januar).
- Der erste ihrer sechs Slalomsiege im Weltcup gelang Kristina Koznick beim Nachtslalom in Åre (29. Januar).

### Absagen, Verschiebungen
Allgemein:
- Val-d’Isère hatte sowohl bei den Herren als auch Damen große Probleme: Zuerst kam es am 11. Dezember zur Absage des geplanten Super-Gs wegen starken Regens und schlechter Sicht, am 12. Dezember der Abfahrt nach starkem Schneefall und böigem Wind.[1][2]
- Im Finale kam es zu mehreren Absagen: Vorerst waren die für 12. März um 9:00 h (Damen) und 12:30 h (Herren) vorgesehenen Abfahrten wegen Nebels abgesagt worden, so dass für den 13. März ein „Monsterprogramm“ mit den Abfahrten (Damen ab 9:00 h, anschließend Herren) und Super-G (Herren ab 13:00 h, anschließend Damen) angesetzt wurden (dies entgegengesetzt dem Reglement, dass es im Finale keine Nachträge gibt)[3], jedoch konnte nur die Herrenabfahrt (ohne Teilnahme von Hermann Maier) ausgetragen werden. Vorerst war jene der Damen bereits nach dem folgenschweren Sturz von Picabo Street mit Start-Nr. 2 abgebrochen worden (siehe bitte dazu auch Artikel „Verletzungen“). Die Super-Gs wurden danach nicht mehr in Angriff genommen, die Damen-Abfahrt wurde gestrichen.[4][5][6]

Herren:
- Keine Trainings durch Warmwettereinbruch und starke Regenfälle am 28. November – dann kamen heftige Schneefälle, so dass die Rennen in Whistler ausfielen. Wegen der ebenfalls schlechten Schneelage in Europa wurde die Nachholung gleich für die nächste Station, Vail, mit Abfahrten am 4. und 5., einen Super-G am 6. Dezember programmiert; ein ins Auge gefasster eventuell weiterer Super-G für den 7. Dezember fand nicht statt.[7][8]
- Die am 19. Dezember mit Start 13 h angesetzte und um 14.47 h gestartete Gröden-Abfahrt (Ersatz für Val-d’Isère) musste wegen zu starken Nebels nach 13 Läufern (Peter Runggaldier) abgebrochen werden. Es hätte vielleicht der erste Weltcupsieg des späteren Olympiasiegers Jean-Luc Crétier werden können, der – worüber sich alle einig waren – in diesem irregulären Rennen vor Fritz Strobl und Hannes Trinkl geführt hatte.[9]
- Der Slalom von Madonna di Campiglio (22. Dezember) wurde wegen Regens und Schneefalls abgesagt und die Nachholung für den 28. Januar in Garmisch-Partenkirchen festgesetzt, doch dann entschied man sich, diesen am 19. Januar in Veysonnaz nachzutragen. Allerdings verhinderten 45 cm Neuschnee dieses Vorhaben, letztlich konnte Kitzbühel (vorerst war auch dort das Programm in Frage gestanden, ehe nach einer Besichtigung am 11. Januar durch die FIS-Verantwortlichen Günther Hujara und Sepp Messner und auch bei einer weiteren Kontrolle durch den Münchner Schneekontrolleur Peter Hinterseer grünes Licht gegeben worden war; für eine Million Schilling Zusatzkosten hatte der Skiklub Schneetransporte durchgeführt).[10][11] am 26. Januar aushelfen, wobei dort sowohl der Original- als auch dieser Nachtragsslalom wegen der prekären Schneeverhältnisse nur in den ersten Passagen am Ganslernhang (dieser hatte wegen der warmen Temperaturen nicht rechtzeitig beschneit werden können), der restliche Kurs aber am (für Slalomverhältnisse flachen) Abfahrtszielschuss gefahren wurden.[12][13][14][15][16][17]
- Der für 6. Januar in Hinterstoder geplante Riesenslalom wurde am 31. Dezember abgesagt und am 1. Januar an Saalbach-Hinterglemm vergeben.[18][19][20]
- Ein für 30. Januar in Garmisch-Partenkirchen vorgesehener und zum Weltcup zählender Parallelslalom wurde nicht ausgetragen.

Damen:
- Schon am 30. Dezember musste Ofterschwang wegen Schneemangels seine für 5./6. Januar geplanten Rennen absagen – hier übernahm Bormio, wobei dort die Bewerbe in umgekehrter Reihenfolge, also zuerst Slalom, dann Riesenslalom, angesetzt wurden. Da aber auch Maribor „w.o.“ geben musste, wurde Bormio erneut bemüht – so ergab es sich, dass dort am 6. Januar der „Riesen“ und am 11. Januar der Slalom als Maribor-, die beiden anderen Bewerbe als Ofterschwang-Ersatz gefahren wurden.[21][22]
- Wie schon in der Saison 1989/90, als der für den 16. Januar in Kitzbühel angesetzte Super-G nicht gefahren werden konnte, fiel die neuerlich geplante „Rückkehr“ der Damen in den „Hahnenkamm-Ort“ den Wetter- und damit Pistenbedingungen zum Opfer. FIS-Renndirektor Jan Tischhauser verfügte am 7. Januar wegen der geringen Schneelage und der damit verbundenen mangelnden Ausdehnung der Sturzräume die Absage.[23] Zauchensee wurde am 8. Januar als Ersatzort fixiert. (Einen neuerlichen Anlauf für eine Damenkonkurrenz in „Kitz“ hätte es frühestens 1999/2000 geben können, jedoch wurde bis zum nunmehrigen Zeitpunkt (Sommer 2019) dieses Vorhaben nicht verwirklicht.)[24][25] Der Pongauer Ersatzveranstalter kam aber selbst ins Gedränge, da in der Nacht auf den ersten Renntag 20 cm Neuschnee gefallen waren. So musste am 17. Januar um 9:45 h abgesagt und der neue Terminplan, die Abfahrt am nächsten Tag (18. Januar) um 9:15 h und den Super-G um 12:30 h zu starten, ausgegeben werden.[26]
- Eine kurzfristige Absage am 5. März gab es für die Rennen in Morzine, die ersatzlos gestrichen wurden. Laut Erklärung von Sonja Reichen von der FIS war am Vortag die Null-Grad-Grenze auf 3.000 m Seehöhe gestiegen, in der folgenden Nacht hatte es geregnet und die Schneedecke war um etwa 30 cm geschmolzen.[27]

### Verletzungen
Herren:
- Michael Tritscher war von großen Problemen mit seinem lädierten Knie (irreparabler Knorpelschaden) geplagt (am 12. Januar in Schruns punktiert und durchgespült). Es kam zwar zu einem Comebackversuch in Kitzbühel, doch in Rücklage geraten, die ihm erneut Schmerzen bereitete, fiel er aus und verzichtete auf den Slalom am 26. Januar.[28][29]
- Josef Strobl hatte sich bei seinem Ausfall in der ersten Abfahrt in Bormio (29. Dezember) eine Verletzung am rechten Augenbogen zugezogen und wurde in Innsbruck durch Primarius Göttinger operiert, womit ihm drei Wochen Pause bevorstanden. Schlimm erwischte es in dieser ersten Abfahrt den DSV-Läufer Christian Deissenböck, der sich alle Bänder im linken Knie (dies zudem ohne Sturz) zuzog.[30][31][32][33]
- Für Roland Assinger (N° 23) kam nach Rang 15 mit 0,68 s Rückstand auf den führenden Cuche im zweiten Durchgang der Sprintabfahrt in Kitzbühel (23. Januar) nach einem Sturz in einer Rechtskurve vor dem Lärchenschuss das vorzeitige Saisonende. Erst bei den genauen Untersuchungen wurden seine erheblichen Verletzungen in der Schulter (Absplitterungen, Sehnenabriss, Teilzertrümmerung des Oberarmkopfes) festgestellt, er wurde am 26. Januar im Klinikum Salzburg durch Primarius Herbert Resch zwei Stunden lang operiert.[34][35]

Damen:
- Nach einem im Sommer in Las Leñas erlittenen Bänderriss und einer einige Zeit später überstandenen Nierenbeckenentzündung erlitt Anita Wachter im zweiten Super-G von Cortina (24. Januar) bei einem Kapitalsturz einen Bänderriss im Knie erlitt und musste operiert werden. Es wurde sogar das Karriereende befürchtet.[36][37]
- Für Pernilla Wiberg war die Saison vorzeitig beendet. Sie konnte bereits am 1. März zum Saalbach-Nachtslalom wegen Beschwerden an der Achillessehne nicht mehr antreten.(Quellenhinweis lt. „Heimisches Fiasko zu später Stund‘“ in »Salzburger Nachrichten« vom 2. März 1998, Seite 21)
- Super-G-Olympiasiegerin Picabo Street erlitt bei ihrem Sturz bei der Abfahrt beim Finale in Crans-Montana (13. März) einen Oberschenkelbruch, sie wurde noch am selben Tag in Sion operiert (Quellenhinweis siehe bitte unter „Absagen, Verschiebungen“).

### Weltcup-Entscheidungen
- Bei den Herren gingen alle Kugeln an Läufer des Österreichischen Skiverbandes, wobei Hermann Maier mit dem Gesamtsieg und zwei Disziplinensiegen am erfolgreichsten war. Bevor es zu den Olympischen Spielen ging, führte Maier mit 1.565 vor Schifferer (998), Eberharter (861) und Aamodt (715) – damit stand zu diesem Zeitpunkt bereits fest, dass erstmals seit Karl Schranz 1969/70 wieder ein Österreicher den Gesamtweltcup gewinnen werde, wobei hiefür nur mehr Maier oder (mit sehr geringen Chancen) Schifferer in Frage kamen.[38]

Außerdem sicherte sich der ÖSV den Nationencup (und die „Unterstufe“ Herren-Wertung).
- Bei den Damen war der Deutsche Skiverband sehr erfolgreich; nur die Slalomwertung ging nicht an den DSV: Bis dato (Saisonende 2018/19) wurde zum letzten Mal der Sieg in der „Unterstufe“ Damenwertung geholt, für Katja Seizinger gab es nochmals (nach 1995/96) die „große Kugel“ und zum dritten Mal jene in der Abfahrts- und Super-G-Disziplin. Außerdem gelang Martina Ertl im finalen Riesenslalom nochmals der Sieg in dieser Disziplin und Hilde Gerg konnte den Kombinationserfolg verbuchen. Die DSV-Bilanz mit einem Dreifachsieg in der so genannten „Overall-Wertung“ und 38 Podestplätzen erinnerte an die Glanzzeiten der Schweizer Kolleginnen, welche zwischen 1984/85 und 1988/89 solche ähnliche Marken in Serie gesetzt hatten; die drei Erstplatzierten in der Weltcup-Gesamtwertung trugen mit 36 „Top-3“ den Hauptanteil (Seizinger 14, Ertl 12, Gerg 10), die restlichen zwei gingen auf das Konto von Katharina Gutensohn; hinsichtlich Siegen waren 24 der Schweizerinnen in der Saison 1988/89 die Bestmarke gewesen, wobei es 37 Podestplätze gegeben hatte; jedoch stellten bei den Podestplätzen 50 (1986/87, bei immerhin auch 23 Siegen) vor 46 (1985/86 bei „nur“ 15 Siegen) die bisher unübertroffenen Glanzpunkte dar.

### Ereignisse
- Der Österreichische Skiverband nahm schon am 29. April mehrere Umstellungen im Trainerteam vor; eine der wichtigsten war die Bestellung des beim Schweizer Herrenteam so erfolgreich und zuletzt im Automobilrennsport (Formel I) tätig gewesenen Oberösterreichers Karl Frehsner, der den Kärntner Raimund Berger ablöste – und ein starkes Team aufbaute. Laut einer Erhebung des ÖSV betrug der Werbewert des „Austria Ski Teams“ 3,6 Mia. Schilling.[39]
- Elfriede Eder, welche auf «Solopfaden» wandeln und mit ihrem persönlichen Betreuer Gottfried Trinkl trainieren wollte, verlängerte ihre ÖSV-Lizenz nicht; sie rückte nicht mehr zu den Konditionskursen ein und wurde daher am 4. Juni «offiziell verwarnt»; aus einer Meldung vom 30. Juni ging hervor, dass sie ab 1998/99 für Grenada starten wollte. Die von Rechtsanwalt Reinhard Ratschiller vertretene Läuferin wurde am 30. Dezember durch ein Urteil des Oberlandesgerichtes Linz vom 22. Dezember per einstweiliger Verfügung vom ÖSV freigegeben, doch gab es für sie laut Aussage des ÖSV-Präsidenten Peter Schröcksnadel damit auch keine Heimkehr mehr.[40]   (Anmerkung: Grenada wurde erst anlässlich des FIS-Kongresses in Prag am 24. Mai 1998 als Mitglied in den Weltskiverband aufgenommen, womit erst ab diesem Zeitpunkt ein Nationen-Wechsel möglich war.)
- Erstmals seit dem Saisonfinale 1974/75 in Gröden (exakt den Pisten in St. Ulrich mit Siegen für Monika Kaserer bzw. Gustav Thöni) wurden wieder für den Einzelweltcup zählende Parallelslaloms ausgetragen, wobei es für die Damen und Herren am selben Tag, 24. Oktober, in Tignes je einen – und auch noch einen weiteren für die Damen am 28. November in Mammoth Mountain gab (und dieser nicht nur einen Doppelsieg für den DSV, sondern einen für zwei Läuferinnen vom selben Skiklub (Lenggries) brachte).
- Am 14. Dezember 1997 hatte Hermann Maier zwar den Riesenslalom in Val-d’Isère gewonnen, doch er wurde (nach Protest der gegnerischen Betreuer) auf Grund der Wettkampfbestimmungen (Artikel 630.1.11) disqualifiziert, da er vor der so genannten roten Linie einen Ski abgeschnallt hatte. (Pech für den Salzburger war zudem, dass die rote Linie nach der vortägigen Abfahrt, bei der sie üblicherweise erst später gezogen ist, nicht geändert worden war.)[41] Am 20. Januar bestätigte die FIS die Disqualifikation.[42] Dieser Fall erinnerte frappant an das Missgeschick von Toni Bürgler nach der Weltcupabfahrt in Gröden im Dezember 1982 (allerdings war es damals „nur“ die zu diesem Zeitpunkt fünftbeste Zeit gewesen).
- Abgesehen davon, dass Maier wegen dieser Disqualifikation in Val-d’Isère den aus der Saison 1991/92 von Paul Accola gehaltenen Punkterekord um 14 Punkte versäumte, lag es auch an seinen persönlichen Entscheidungen, an diversen Rennen nicht teilzunehmen, u. zw. an der Hahnenkammabfahrt und an den Bewerben in Kvitfjell (und auch an der Abfahrt beim Finale). Seinen Kitzbühel-Verzicht begründete er mit dem „Kräftesparen für Olympia“ („Ich bin auch nur ein Mensch, der krank werden kann und Schmerzen hat“.[43][44][45]), den anderen mit der Konzentration auf die Riesenslalom-Disziplinenwertung (den Gesamt-Weltcupsieg und die „kleine Kugel“ im Super-G hatte er sich bereits gesichert gehabt; es hieß aber auch, dass Maier seine Therapie gegen seine Rückenbeschwerden fortsetzte.[46]). Zudem blieb er nach den Spielen in Nagano noch im asiatischen Raum, denn er verbrachte den Intervall bis zum Riesenslalom in Yongpyong auf Guam (dies auf Einladung von Arnold Schwarzenegger).[47][48] (Auch Stephan Eberharter und Hans Knauss waren auf Guam.[49][50])

### Weitere besondere Vorkommnisse
Herren:
- Michael Tritscher, zum aktuellen Zeitpunkt auf Rang 24 der Slalomweltrangliste liegend, durfte im Parallelslalom in Tignes (24. Oktober) nicht starten, da die FIS seinen Verletztenstatus nicht mehr anerkannte, denn er hatte zuvor (allerdings zur Formfindung) in Sommerslaloms in Australien und Neuseeland und später auch in Europa teilgenommen. Interventionen seitens des ÖSV waren erfolglos.[51]
- Erstmals und einmalig waren zweimal Platz 2 bei den Slaloms in Park City (22. November) und Veysonnaz (18. Januar) für Kristinn Björnsson, was auch „parallel“ für den isländischen Skiverband gilt. In Park City hatte sich zudem Sieger Thomas Stangassinger noch von Rang 8 aus dem ersten Lauf verbessert.
- Der Slalom in Kranjska Gora (4. Januar) brachte einen Umsturz im zweiten Lauf; Sieger Thomas Sykora konnte mit den Rängen 9 und 14 die beste Gesamtzeit markieren, während der Führende Finn Christian Jagge mit der schlechtesten Laufzeit auf Rang 24 zurückfiel und der mit Start-Nr. 28 ins Rennen gegangene Pierrick Bourgeat noch von Rang 19 auf Platz 2 kam und auch viele andere zurückliegend gewesene Läufer zu gewaltigen Rangverbesserungen gelangten. Alberto Tomba, der nach dem ersten Durchgang nur um 0,01 s hinter Jagge den zweiten Platz eingenommen hatte, trat aus Protest wegen der „schlechten Bedingungen“ nicht mehr an (er stritt mit FIS-Renndirektor Günther Hujara, forderte die Anwendung der „15er-Regel“.[52])[53]
- Der Sieg von Hermann Maier in der ersten Wengen-Abfahrt (16. Januar), welche wegen der Wetterlage auf verkürzter Strecke und mit mehreren Unterbrüchen durchgeführt wurde, war der erste Sieg für Österreichs Herren am Lauberhorn seit Peter Wirnsberger am 20. Januar 1985.[54][55]
- Bislang war es noch nie der Fall gewesen, dass ein Läufer ohne die nötigen FIS-Punkte in einem Weltcupslalom startete, doch dies konnte Hermann Maier in Sachen Lauberhorn-Kombination nicht verwehrt werden – dabei kamen Rang 10 im Slalom und der Kombi-Sieg heraus.[56]
- Die erste Abfahrt in Kitzbühel (23. Januar) war eine Sprintabfahrt.
- Der Sieg für Kristian Ghedina in der Kitzbühel-Abfahrt am 24. Januar bedeutete den ersten Abfahrtserfolg am Hahnenkamm für einen Läufer des italienischen Verbandes.[57]
- Das ORF-Fernsehen war bei der Kitzbühel-Abfahrt erstmals mit 24 Kameras vertreten, wovon 22 an der Piste, eine auf dem neuen Zielhaus und eine in der Stadt auf einem 42 m hohen Kran montiert war und die Gesamtstrecke zeigen konnte.[58]
- Bei der Abfahrt in Garmisch-Partenkirchen (31. Januar) wurde erstmals seit 1994 die Unglücks-Startnummer 32 wieder vergeben, zudem war aus Sicherheitsgründen das Gedenkkreuz für Ulrike Maier abmontiert worden.[59]

Damen:
- Im Slalom in Park City (23. November) mit letztlich 24 klassierten Läuferinnen kam keine der 5 gestarteten Läuferin des ÖSV ins Klassement: Sabine Egger, Karin Köllerer und Carolina Dummer waren im ersten, Ingrid Salvenmoser (auf Rang 7 liegend) und Anita Wachter (Rang 30) im zweiten Durchgang ausgeschieden. Es gingen durch zusätzlich Rang 3 für Claudia Riegler (zwar mit Einschränkung, lediglich im Besitz eines neuseeländischen Passes zu sein) zwei Podestplätze an Läuferinnen der südlichen Hemisphäre.[60]
- Die Abfahrt am 17. Dezember in Val-d’Isère war eine Sprintabfahrt, bei der es nach dem ersten Lauf nach einer knappen Entscheidung (Ingeborg Helen Marken mit 0,02 s vor Seizinger und 0,03 s vor Hilde Gerg) ausgesehen hatte, letztlich aber Saisondominatorin Seizinger um 0,51 s und 0,62 s vor den Konkurrentinnen lag.[61]
- Mit ihrem Sieg im Super-G in Val-d’Isère (18. Dezember) stellte Katja Seizinger die Serie von Jean-Claude Killy aus dem erst im Januar 1967 begonnenen Skiweltcup (6 Rennen en suite ungeschlagen) ein.[62]
- Im Slalom von Val-d’Isère (21. Dezember) verbesserte sich Ilva Nowen von Rang 13 zum Sieg, wobei ihr im 2. Lauf die günstigere Startnummer entgegenkam.[63]
- Die DSV-Damen beendeten am 10./11. Januar in Bormio die Siegesserien von Deborah Compagnoni (seit Januar 1997 in neun Riesenslaloms ungeschlagen) und Ylva Nowen.[64][65]
- Beim Premierensieg von Mélanie Suchet beim ersten Super-G in Cortina d’Ampezzo (23. Januar) schien es sich bis zur Start-Nr. 14 um ein „Ausscheidungsrennen“ zu handeln. Nur drei Läuferinnen meisterten bis dahin den von dem Russen Leonid Melnikow unrhythmisch gesetzten Kurs, von Startnummer 6 (Alexandra Meissnitzer) bis 13 (Carole Montillet) passierten 9 Läuferinnen in Folge nach etwa 53 Fahrsekunden ein rotes Tor nicht korrekt.[66][67]
- Renate Götschl beendete am 18. Januar mit dem Abfahrtssieg in Zauchensee nach 407 Tagen und 46 Rennen die Sieglosigkeit der ÖSV-Damen. Ein Missgeschick widerfuhr jedoch Michaela Dorfmeister: Ihr Servicemann hatte, wie es hieß, ihre Rennskier mit ins Tal genommen (was genau vorgefallen war, blieb ein Geheimnis der Skifirma, von der auch Siegerin Götschl betreut wurde). Dorfmeister musste improvisieren, konnte erst dank unbürokratischer Handlung seitens der Trainer nachträglich (mit Fraglichkeit einer Disqualifikation) starten, fuhr mit einem Ski aus dem Reservoir von Stefanie Schuster – Fazit war Rang 21 mit 1,68 s Rückstand.[68][69]
- Bei den Slaloms am 29. Januar in Åre und am 1. März in Saalbach-Hinterglemm handelte es sich um Nachtslaloms, der am 28. Januar in Åre gefahrene Riesenslalom stellte überhaupt den ersten Nacht-Riesenslalom der Weltcupgeschichte dar.[70][71] Beim genannten Nachtslalom in Saalbach am 1. März (die Veranstaltung stand im Zeichen „100 Jahre Skisport“[72]) waren nur vier Damen des ÖSV am Start (Sabine Egger hatte kurzfristig wegen einer Grippe absagen müssen) – lediglich Ingrid Salvenmoser (Rang 11; 1,90 s Rückstand) kam in die Wertung.[73]
- Noch im letzten Saisonslalom sprach FIS-Kontrolleur Heinz Krecek eine Disqualifikation gegen Deborah Compagnoni aus, da ihr Ski unter der Bindung statt der vorgeschriebenen 60 mm nur 57 mm breit gewesen war.[74]

## Rennen außerhalb des Weltcups
Über Anregung von Weltcup-Mitgründer Serge Lang veranstaltete die FIS in dieser Saison mehrere „Legends-Rennen“, das erste am 10. Dezember in Val-d’Isère, welches mit einem für Damen und Herren offenen Riesenslalom durchgeführt wurde, wobei aber nur 14 Teilnehmer am Start waren. Der Sieg ging an Franck Piccard mit 1,62 s Vorsprung auf Daniel Mahrer; Rang 3 nahm Hans Enn (+ 1,66) ein. Sabine Ginther (+ 8,45) und Elisabeth Kirchler (+ 15,11) kamen auf die Ränge 10 und 14. Ein weiteres gab es am 7. Januar in Schladming mit fast selbem Siegerbild – diesmal Piccard vor Enn und Mahrer; beste Dame auf Rang 10 Sylvia Eder mit 4,40 s Rückstand.
Die ÖSV-Meisterschaften starteten am 19. März in Damüls mit der Damenabfahrt (Sieg Renate Götschl), am 20. März gab es die Herrenabfahrt (Sieg Josef Strobl), die Super-Gs wurden von Alexandra Meissnitzer und Andreas Schifferer (es fehlten hier Hermann Maier, Eberharter und Knauss) gewonnen und in Mellau konnte am 23. März nur der Damenslalom gefahren werden (Sieg Monika Bergmann, doch Titel für die Zweite Karin Köllerer), denn beim Riesenslalom der Herren musste wegen Schneefalls und Nebels nach 26 Läufern (in Führung Benjamin Raich; die Favoriten Maier, Knauss und Mayer befanden sich unter den 10 Ausgeschiedenen) abgebrochen werden. Der abgebrochene Riesenslalom wurde ersatzlos gestrichen, die am 24. März stattfindenden Bewerbe (Slalom Herren, Riesenslalom Damen) wurden jeweils nach dem 1. Lauf wegen erneut schlechter Sicht auf Grund des Nebels abgebrochen, was ebenfalls zur definitiven Streichung und damit keiner Vergabe eines Kombinationstitels bei den Herren führte.